# Backstrom (Fernsehserie)
Backstrom ist eine US-amerikanische Krimiserie, die von Hart Hanson für Fox entwickelt wurde. Die Serie basiert auf der Evert Bäckström-Buchreihe von Leif G. W. Persson. Die Serie spielt in Portland, Oregon, und wurde in Vancouver, British Columbia gedreht.
Im Mittelpunkt der Serie steht der zynische und arrogante Detective Lieutenant Everett Backstrom, der trotz seiner unkonventionellen und oftmals fragwürdigen Methoden in Portland für Recht und Ordnung sorgt. Nachdem er fünf Jahre lang zum Verkehrspolizisten degradiert worden war, bekommt er nun in der neugegründeten Special Crimes Unit eine Chance zum Neuanfang.
Am 8. Mai 2015 hat Fox Backstrom nach einer Staffel abgesetzt.
Auf der gleichen Buchreihe basiert die schwedische Fernsehserie Kommissar Bäckström von 2020.

## Besetzung und Synchronisation

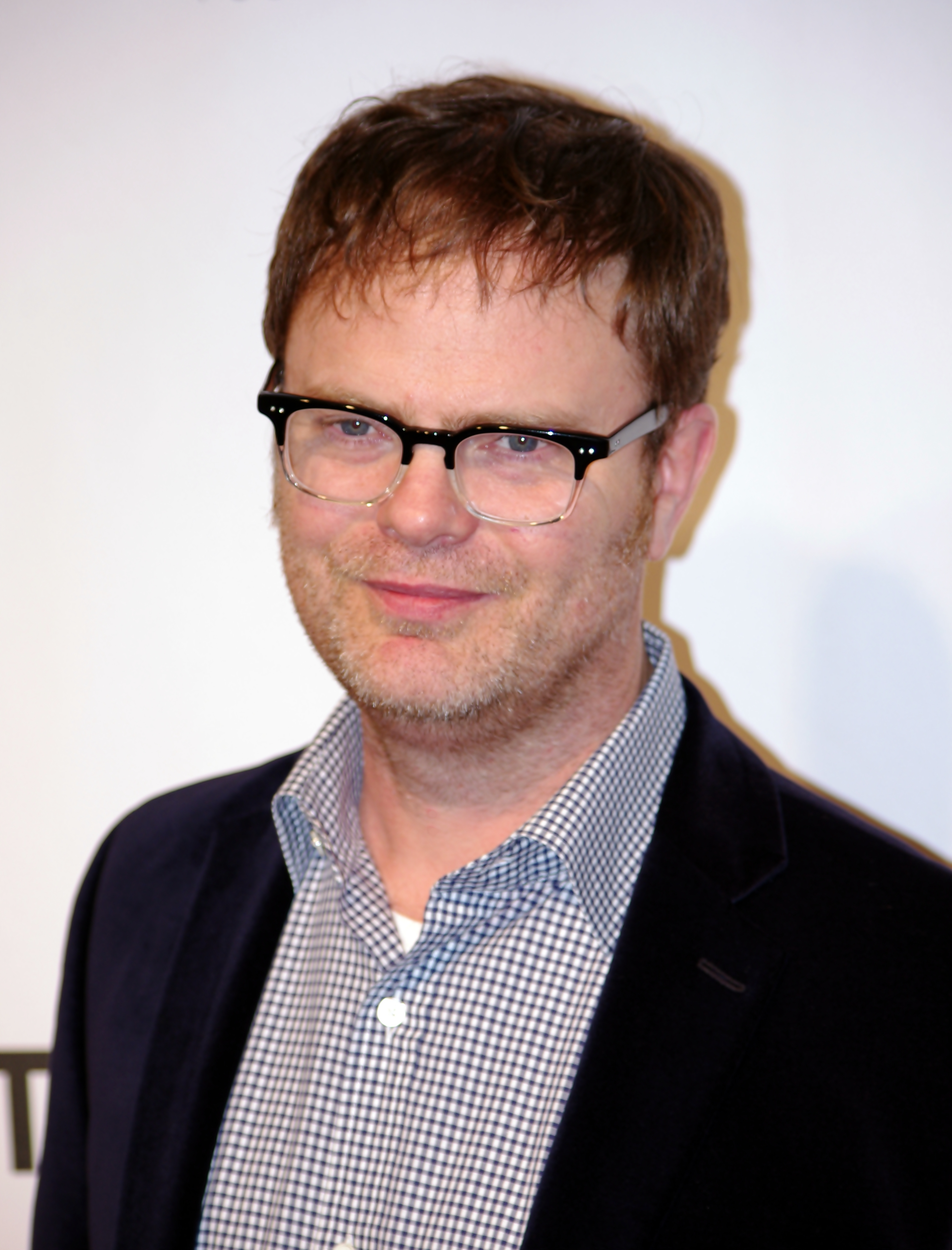
Rainn Wilson
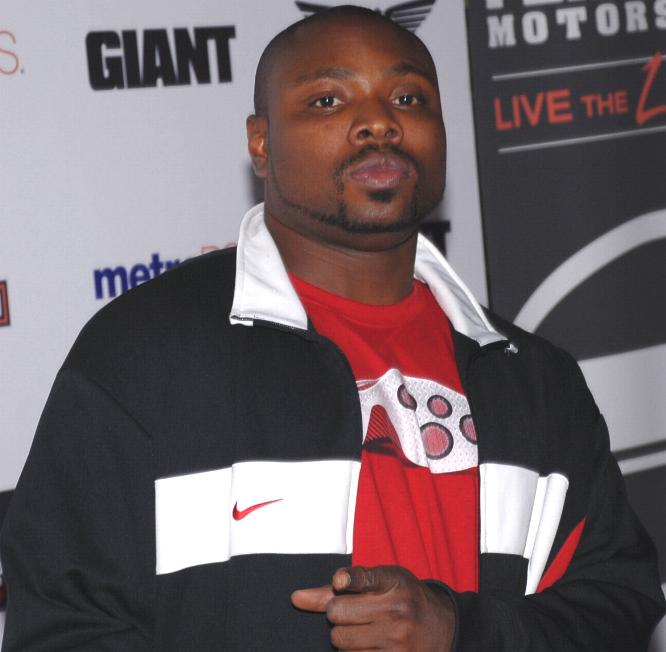
Page Kennedy
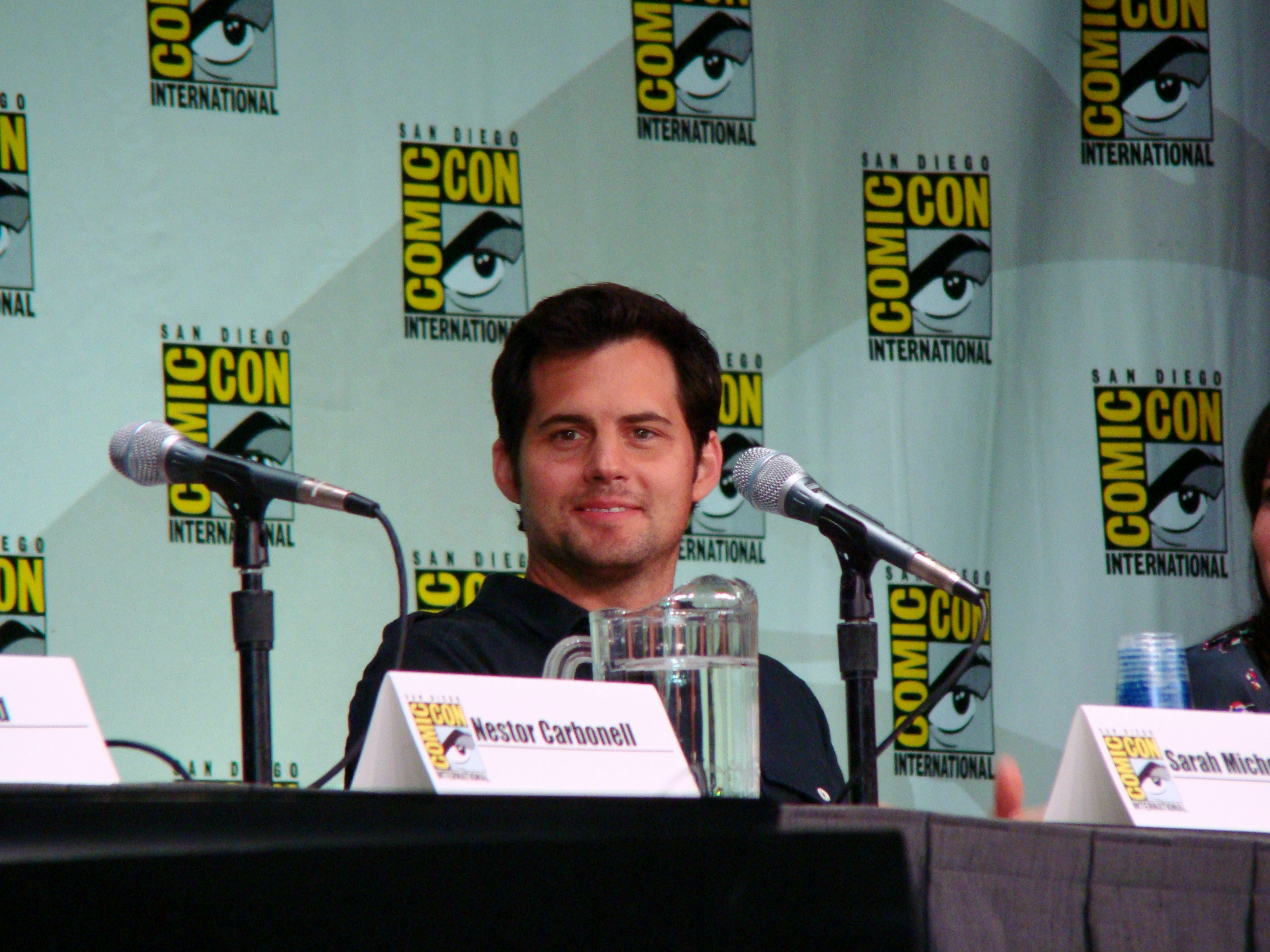
Kristoffer Polaha
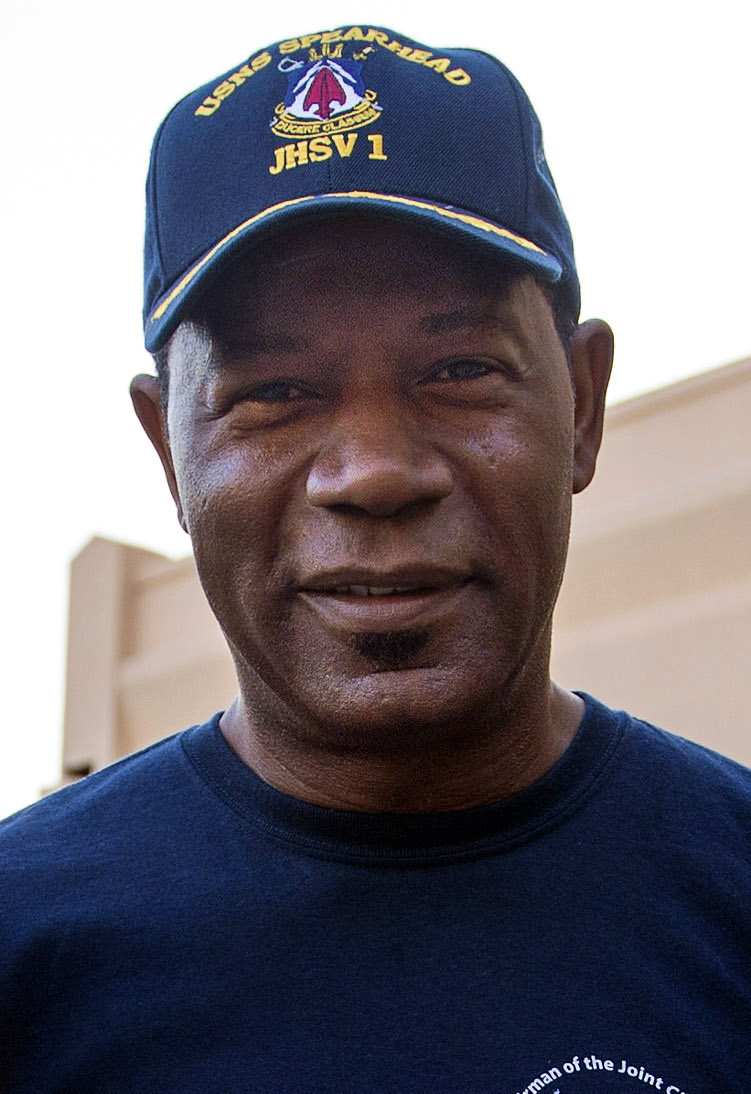
Dennis Haysbert
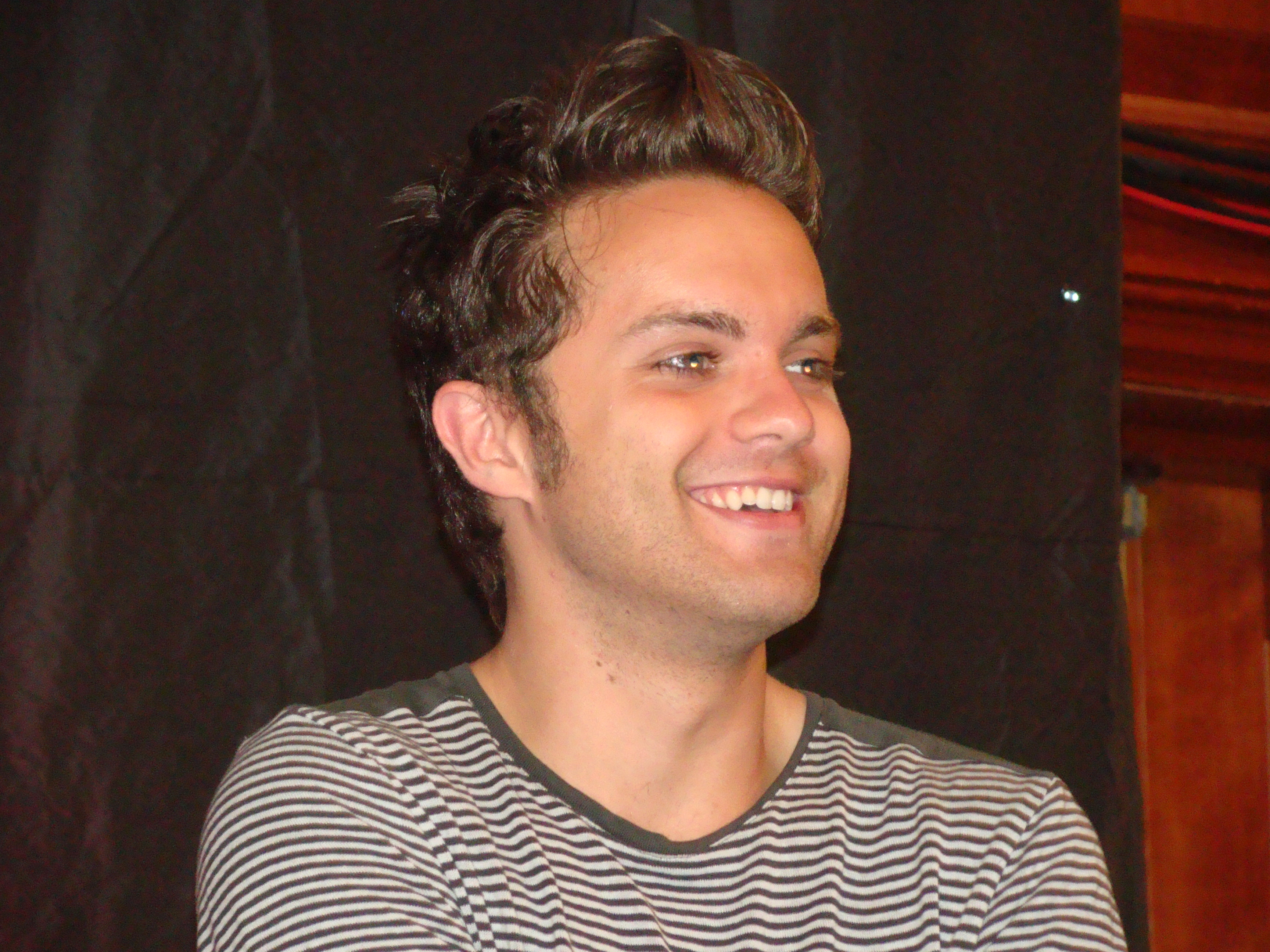
Thomas Dekker

Die deutsche Synchronisation entstand nach einem Dialogbuch von Kalpna Joshi und unter der Dialogregie von Michael Deffert und wurde durch das Synchronunternehmen EuroSync GmbH aus Berlin hergestellt.
| Rolle                                  | Schauspieler/in    | Hauptrolle (Episoden) | Synchronsprecher/in |
| -------------------------------------- | ------------------ | --------------------- | ------------------- |
| Detective Lieutenant Everett Backstrom | Rainn Wilson       | 1.01–1.13             | Michael Deffert     |
| Detective Sergeant Nicole Gravely      | Genevieve Angelson | 1.01–1.13             | Marieke Oeffinger   |
| Officer Frank Moto                     | Page Kennedy       | 1.01–1.13             | Jan-David Rönfeldt  |
| Sgt. Peter Niedermayer                 | Kristoffer Polaha  | 1.01–1.13             | Jaron Löwenberg     |
| Detective John Almond                  | Dennis Haysbert    | 1.01–1.13             | Tilo Schmitz        |
| Nadia Paquet                           | Beatrice Rosen     | 1.01–1.13             | Marie-Isabel Walke  |
| Gregory Valentine                      | Thomas Dekker      | 1.01–1.13             | Wanja Gerick        |

### Hauptfiguren
- Detective Lieutenant Everett Backstrom, ist der Leiter einer Special Crimes Unit. Er wurde vor Beginn zum Verkehrspolizisten degradiert, nachdem er bei der Festnahme eines Mörders von sechs Indianern einen unsensiblen rassistischen Auftritt hatte.
- Detective Sergeant Nicole Gravely ist Backstroms nächstrangige Untergebene. Sie ist ein junger idealistischer Detective, die mit Backstrom zusammenarbeitet, auch wenn sie ihn für faul und zynisch hält.[4] Die Rolle wurde in der CBS-Pilot-Folge von Mamie Gummer gespielt.[5]
- Officer Frank Moto ist Mitglied der Special Crimes Unit und ein früherer MMA-Kämpfer.
- Sergeant Peter Niedermayer ist der Forensiker der Einheit. Backstrom macht sich häufig über dessen New-Age-Gläubigkeit lustig.
- Detective John Almond ist Mitglied der Special Crimes Unit und am Wochenende Prediger in seiner Gemeinde.
- Nadia Paquet, eine im Ausland geborene Zivilistin, ist die Cyberspace-Expertin der Einheit.
- Gregory Valentine ist ein ehemaliger Stricher, der Untermieter von Backstrom ist. Er fungiert als dessen Innenausstatter und Verbindung zur Unterwelt, weil er als Hehler für gestohlene Waren arbeitet. Backstrom traf sich früher mit Valentines Mutter, der Prostituierten Luise Finster. Später stellt sich heraus, dass Valentine Backstroms Halbbruder ist.

### Wiederkehrende Nebenrollen
- Doctor Deb ist ein Arzt, der für das Portland Police Bureau arbeitet und Backstrom unter der Voraussetzung dienstfähig schreibt, dass dieser seinen selbstzerstörischen Lebensstil ändert.
- Amy Gazanian ist die Vorsitzende der Civilian Oversight Committee und Backstroms Ex-Verlobte.
- Sheriff Blue Backstrom ist Everett Backstroms Vater, der Sheriff von Cooch County.

## Ausstrahlung

### Vereinigte Staaten
In den Vereinigten Staaten lief die Serie donnerstags bei Fox. Die erste und einzige Staffel mit dreizehn Episoden wurde vom 22. Januar bis zum 30. April 2015 ausgestrahlt.

### Deutschsprachiger Raum
Für den deutschsprachigen Raum hatte sich die ProSiebenSat.1 Media AG die Ausstrahlungsrechte gesichert. Vom 8. Mai bis zum 3. Juli  2015 strahlte der Free-TV-Sender kabel eins die Serie als Deutschlandpremiere aus.

## Episodenliste
| Nr. | Deutscher Titel                  | Originaltitel                             | Erstausstrahlung USA | Deutschsprachige Erstausstrahlung (D) | Regie              | Drehbuch                | Zuschauer (USA) | Quoten (D) |
| --- | -------------------------------- | ----------------------------------------- | -------------------- | ------------------------------------- | ------------------ | ----------------------- | --------------- | ---------- |
| 1   | Der weiße Ritter                 | Dragon Slayer                             | 22. Jan. 2015        | 8. Mai 2015                           | Mark Mylod         | Hart Hanson             | 7,98 Mio.       | 0,85 Mio.  |
| 2   | Bella                            | Bella                                     | 29. Jan. 2015        | 5. Juni 2015                          | Alex Chapple       | Joe Hortua              | 5,32 Mio.       | 0,68 Mio.  |
| 3   | Das Buch der Lügen               | Takes One to Know One                     | 5. Feb. 2015         | 8. Mai 2015                           | Jace Alexander     | Andrew Miller           | 3,64 Mio.       | 0,64 Mio.  |
| 4   | Ich bin jetzt eine Frau          | I Am a Bird Now                           | 12. Feb. 2015        | 15. Mai 2015                          | David Boyd         | Karyn Usher             | 4,39 Mio.       | 0,61 Mio.  |
| 5   | Bogeyman                         | Bogeyman                                  | 19. Feb. 2015        | 22. Mai 2015                          | Jeff Woolnough     | Eli Attie & Hart Hanson | 3,54 Mio.       | 0,64 Mio.  |
| 6   | Die rote Tür                     | Ancient, Chinese, Secret                  | 26. Feb. 2015        | 29. Mai 2015                          | Sarah Pia Anderson | Thomas Wong             | 3,81 Mio.       | 0,75 Mio.  |
| 7   | Die Feinde meines Feindes        | Enemy of My Enemies                       | 5. März 2015         | 12. Juni 2015                         | Jace Alexander     | Andrew Miller           | 3,90 Mio.       | 0,63 Mio.  |
| 8   | Die Traumkollage                 | Give 'Til It Hurts                        | 26. März 2015        | 19. Juni 2015                         | Rob Hardy          | Karine Rosenthal        | 3,58 Mio.       | –          |
| 9   | Die nackte Wahrheit              | The Inescapable Truth                     | 2. Apr. 2015         | 19. Juni 2015                         | Michael Offer      | Eli Attie               | 3,16 Mio.       | –          |
| 10  | Rosen sind rot – und du bist tot | Love Is a Rose and You Better Not Pick It | 9. Apr. 2015         | 26. Juni 2015                         | Kevin Hooks        | Joe Hortua              | 3,29 Mio.       | 0,61 Mio.  |
| 11  | Vor aller Augen                  | I Like to Watch                           | 16. Apr. 2015        | 26. Juni 2015                         | Adam Arkin         | Karine Rosenthal        | 3,39 Mio.       | 0,45 Mio.  |
| 12  | Verkorkst                        | Corkscrewed                               | 23. Apr. 2015        | 3. Juli 2015                          | Jeffrey Walker     | Andrew Miller           | 3,00 Mio.       | –          |
| 13  | Ich bin ihr – Ich bin ich!       | Rock Bottom                               | 30. Apr. 2015        | 3. Juli 2015                          | Kevin Hooks        | Hart Hanson             | 2,80 Mio.       | –          |

## Rezeption
Bei IMDb.com hat die Serie ein Rating von 7,4/10 basierend auf 5107 abgegebenen Stimmen (Stand: 11. Mai 2015). Die erste Staffel erhielt auf Rotten Tomatoes zu 35 % positive Kritiken. Die erste Staffel der Serie hat bei Metacritic ein Metascore von 51/100 basierend auf 31 Rezensionen. Quotenmeter kritisiert: „Everett Backstrom ist ein unangenehmer Misanthrop. Mehr ist da nicht.“ Außerdem wird bemängelt, dass „«Backstrom» leider nur Geschichten von der Stange erzählt, austauschbar und innovationslos, mit einer Ermittlerfigur, deren innerer Konflikt zwischen seinem unangenehmen Auftreten und seiner inneren Zerrissenheit allein aus einer Reiteration bereits dutzendfach abgenudelter Paradigmen besteht und noch dazu ziemlich grobschlächtig gezeichnet ist.“